# Fabbri 1905
Die Fabbri 1905 S.p.A. ist ein italienisches Lebensmittelunternehmen, das in den Bereichen Süßwaren, Eisdielenbedarf und Sirupe tätig ist.

## Geschichte

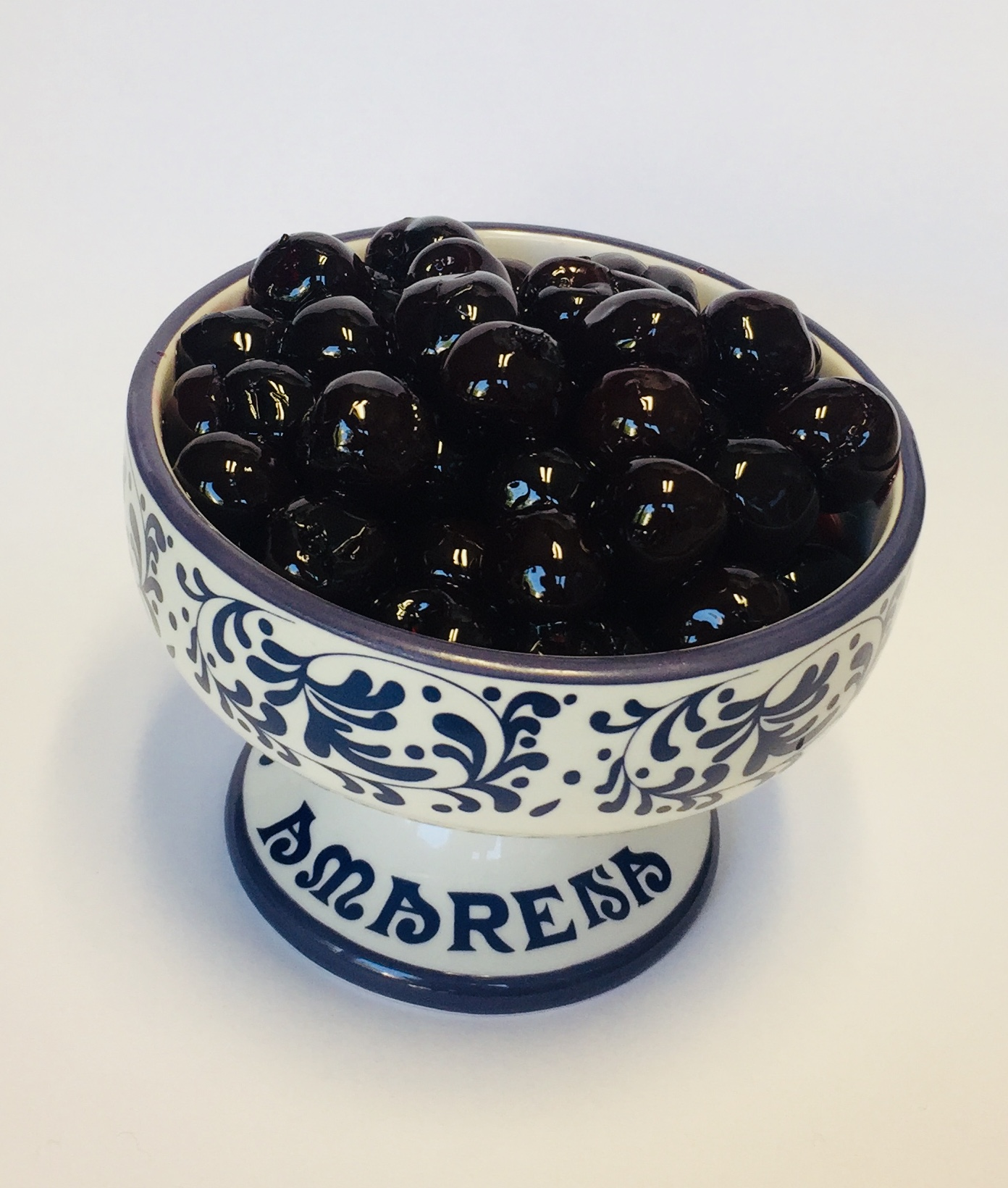
Amarenakirschen von Fabbri

Fabbri wurde 1905 in Portomaggiore von Gennaro Fabbri gegründet, der ein altes Lebensmittelgeschäft für die Herstellung von Likören und Sirupen kaufte: So entstand die Premiata Distilleria Liquori G. Fabbri. Der kleine Laden wurde durch den Verkauf von Getränken, wie Likör, einer Zabaglione mit Marsala-Geschmack, und den Gran Forte Fabbri, einem in slowenischen Eichenfässern destillierten Weinbrand, immer bekannter.
1914 wurde der Hauptsitz des Unternehmens nach Bologna verlegt und ein Gebäude mit angegliedertem Land und Schuppen gekauft.
Parallel zum Verkauf von Sirupen, vor allem Minze und Grenadine, begann die Herstellung dessen, was als das Symbol des Unternehmens galt, die Amarenakirsche, die in speziellen Keramikvasen mit blau-weißem Dekor aus Faenza abgefüllt wurde. So begann das Unternehmen, sich mit diesem neuen Produkt in ganz Italien einen Namen zu machen, während in den 1930er Jahren die Leitung des Unternehmens durch die Söhne von Gennaro Fabbri, Romeo und Aldo, begann. Die Produktion der 1930er Jahre wurde auf Marmeladen und Kirschlikör ausgedehnt, ein weiterer großer Erfolg des Unternehmens.
Nach dem Krieg wurde das Unternehmen von den Neffen des Gründers, Fabio und Giorgio, in eine Aktiengesellschaft umgewandelt: So entstand die G. Fabbri SpA. In den 1950er Jahren begann das Unternehmen, Grundstoffe für die Herstellung von Eiscreme herzustellen. Mit der Einführung des Fernsehens wurde Fabbri mit seinen Werbekampagnen auch im Ausland bekannt.
1999 änderte das Unternehmen seinen Namen in Fabbri 1905 S.p.A., um an das Gründungsjahr zu erinnern.
Im Jahr 2002 wurden zwei Niederlassungen des Unternehmens gegründet: einerseits Fabbri G. Holding Industriale Spa, die 100 % der Anteile an der Muttergesellschaft hält, und andererseits Fabbri G. Gestione Immobiliari Spa, Eigentümerin des Immobilienvermögens. Im Jahr 2005 feierte das Unternehmen sein hundertjähriges Bestehen mit zahlreichen Veranstaltungen, wie der Veröffentlichung einer Monographie und der Herstellung von dekorierten Vasen mit der berühmten Amarenakirsche.
Fabbri ist seit 2014 Mitglied der International Bartenders Association.

## Produktionsbereiche
Fabbri 1905 ist derzeit in fünf Geschäftsbereichen tätig: Lebensmitteleinzelhandel, Horeca, handwerklich hergestelltes Eis, Konditorei und Lebensmittelindustrie. Das Sortiment der Marke Fabbri beläuft sich auf 1300 Produkte, die in 17 verschiedene Produktlinien und 23 Verpackungslinien aufgeteilt sind.

## Fabbri in der Welt
Die Marke Fabbri wird in 100 Länder der Welt exportiert, mit drei Hauptsitzen, die die Marke Fabbri auf den Auslandsmärkten vertreten: Fabbri Deutschland, Fabbri Frankreich und Fabbri Brasilien. Zu diesen treten Fabbri USA, Fabbri Canada, Fabbri Brasil, Fabbri Iberica, Fabbri China, Fabbri Asia und Fabbri Argentina hinzu.

## Bibliographie
- Cento anni Fabbri. 1905–2005, testi di Marco Poli, introduzione di Piero Buscaroli, Fabbri 1905 – Compositori, Bologna 2004[7]